# Lijst van spleetwevers
Deze pagina beschrijft alle soorten spinnen uit de familie der Filistatidae.

## Afrofilistata
Afrofilistata Benoit, 1968
- Afrofilistata fradei (Berland & Millot, 1940)

## Andoharano
Andoharano Lehtinen, 1967
- Andoharano decaryi (Fage, 1945)
- Andoharano grandidieri (Simon, 1901)
- Andoharano milloti Legendre, 1971
- Andoharano monodi Legendre, 1971

## Filistata
Filistata Latreille, 1810
- Filistata afghana Roewer, 1962
- Filistata annulipes Kulczynski, 1908
- Filistata brignolii Alayón, 1981
- Filistata canariensis Schmidt, 1976
- Filistata chiardolae Caporiacco, 1934
- Filistata fuscata Kishida, 1943
- Filistata gibsonhilli Savory, 1943
- Filistata gomerensis Wunderlich, 1992
- Filistata insidiatrix (Forsskål, 1775)
- Filistata longiventris Yaginuma, 1967
- Filistata marginata Kishida, 1936
- Filistata napadensis Patel, 1975
- Filistata pseudogomerensis Wunderlich, 1992
- Filistata puta O. P.-Cambridge, 1876
- Filistata rufa Caporiacco, 1934
- Filistata seclusa O. P.-Cambridge, 1885
- Filistata tarimuensis Hu & Wu, 1989
- Filistata teideensis Wunderlich, 1992
- Filistata tenerifensis Wunderlich, 1992
- Filistata xizanensis Hu, Hu & Li, 1987

## Filistatinella
Filistatinella Gertsch & Ivie, 1936
- Filistatinella crassipalpis (Gertsch, 1935)

## Filistatoides
Filistatoides F. O. P.-Cambridge, 1899
- Filistatoides insignis (O. P.-Cambridge, 1896)
- Filistatoides milloti (Zapfe, 1961)

## Kukulcania
Kukulcania Lehtinen, 1967
- Kukulcania arizonica (Chamberlin & Ivie, 1935)
- Kukulcania brevipes (Keyserling, 1883)
- Kukulcania geophila (Chamberlin & Ivie, 1935)
  - Kukulcania geophila wawona (Chamberlin & Ivie, 1942)
- Kukulcania hibernalis (Hentz, 1842)
- Kukulcania hurca (Chamberlin & Ivie, 1942)
- Kukulcania isolinae (Alayón, 1972)
- Kukulcania tractans (O. P.-Cambridge, 1896)
- Kukulcania utahana (Chamberlin & Ivie, 1935)

## Lihuelistata
Lihuelistata Ramírez & Grismado, 1997
- Lihuelistata metamerica (Mello-Leitão, 1940)

## Microfilistata
Microfilistata Zonstein, 1990
- Microfilistata ovchinnikovi Zonstein, 2009
- Microfilistata tyshchenkoi Zonstein, 1990

## Misionella
Misionella Ramírez & Grismado, 1997
- Misionella jaminawa Grismado & Ramírez, 2000
- Misionella mendensis (Mello-Leitão, 1920)

## Pholcoides
Pholcoides Roewer, 1960
- Pholcoides afghana Roewer, 1960

## Pikelinia
Pikelinia Mello-Leitão, 1946
- Pikelinia colloncura Ramírez & Grismado, 1997
- Pikelinia fasciata (Banks, 1902)
- Pikelinia kiliani Müller, 1987
- Pikelinia kolla Ramírez & Grismado, 1997
- Pikelinia mahuell Ramírez & Grismado, 1997
- Pikelinia patagonica (Mello-Leitão, 1938)
- Pikelinia puna Ramírez & Grismado, 1997
- Pikelinia roigi Ramírez & Grismado, 1997
- Pikelinia tambilloi (Mello-Leitão, 1941)
- Pikelinia ticucho Ramírez & Grismado, 1997
- Pikelinia uspallata Grismado, 2003

## Pritha
Pritha Lehtinen, 1967
- Pritha albimaculata (O. P.-Cambridge, 1872)
- Pritha ampulla Wang, 1987
- Pritha bakeri (Berland, 1938)
- Pritha beijingensis Song, 1986
- Pritha condita (O. P.-Cambridge, 1873)
- Pritha crosbyi (Spassky, 1938)
- Pritha dharmakumarsinhjii Patel, 1978
- Pritha garciai (Simon, 1892)
- Pritha hasselti (Simon, 1906)
- Pritha heikkii Saaristo, 1978
- Pritha insularis (Thorell, 1881)
- Pritha lindbergi (Roewer, 1962)
- Pritha littoralis (Roewer, 1938)
- Pritha nana (Simon, 1868)
- Pritha nicobarensis (Tikader, 1977)
- Pritha pallida (Kulczynski, 1897)
- Pritha poonaensis (Tikader, 1963)
- Pritha sechellana Benoit, 1978
- Pritha spinula Wang, 1987
- Pritha sundaica (Kulczynski, 1908)
- Pritha tenuispina (Strand, 1914)
- Pritha zebrata (Thorell, 1895)

## Sahastata
Sahastata Benoit, 1968
- Sahastata ashapuriae Patel, 1978
- Sahastata nigra (Simon, 1897)
- Sahastata sabaea Brignoli, 1982

## Tricalamus
Tricalamus Wang, 1987
- Tricalamus albidulus Wang, 1987
- Tricalamus biyun Zhang, Chen & Zhu, 2009
- Tricalamus gansuensis Wang & Wang, 1992
- Tricalamus jiangxiensis Li, 1994
- Tricalamus linzhiensis Hu, 2001
- Tricalamus longimaculatus Wang, 1987
- Tricalamus menglaensis Wang, 1987
- Tricalamus meniscatus Wang, 1987
- Tricalamus papilionaceus Wang, 1987
- Tricalamus papillatus Wang, 1987
- Tricalamus tetragonius Wang, 1987
- Tricalamus xianensis Wang & Wang, 1992

## Wandella
Wandella Gray, 1994
- Wandella alinjarra Gray, 1994
- Wandella australiensis (L. Koch, 1873)
- Wandella barbarella Gray, 1994
- Wandella centralis Gray, 1994
- Wandella diamentina Gray, 1994
- Wandella murrayensis Gray, 1994
- Wandella orana Gray, 1994
- Wandella pallida Gray, 1994
- Wandella parnabyi Gray, 1994
- Wandella stuartensis Gray, 1994
- Wandella waldockae Gray, 1994

## Yardiella
Yardiella Gray, 1994
- Yardiella humphreysi Gray, 1994

## Zaitunia
Zaitunia Lehtinen, 1967
- Zaitunia alexandri Brignoli, 1982
- Zaitunia beshkentica (Andreeva & Tyschchenko, 1969)
- Zaitunia inderensis Ponomarev, 2005
- Zaitunia maracandica (Charitonov, 1946)
- Zaitunia martynovae (Andreeva & Tyschchenko, 1969)
- Zaitunia medica Brignoli, 1982
- Zaitunia monticola (Spassky, 1941)
- Zaitunia persica Brignoli, 1982
- Zaitunia schmitzi (Kulczynski, 1911)